# Sayouba Mandé
Sayouba Mandé (* 15. Juni 1993 in Abidjan) ist ein ivorischer Fußballtorhüter.

## Karriere

### Klub
Von der ivorischen Sport Consultant Football Academy wurde er im März 2012 an den norwegischen Klub Stabæk Fotball verliehen. Dort unterschrieb er im Sommer des Jahres einen festen Vertrag. In den folgenden sechs Jahren absolvierte er über 140 Spiele in der ersten norwegischen Spielklasse für seine Mannschaft. Seit Mitte August 2018 steht er im Kasten von Odense BK in Dänemark.

### Nationalmannschaft
Seinen ersten Einsatz für die ivorische Nationalmannschaft hatte er am 5. März 2014 bei einem 2:2-Freundschaftsspiel gegen Belgien. Er stand als dritter Torhüter im Kader für die Weltmeisterschaft 2014, bekam aber keinen Einsatz. Auch im Afrika-Cup 2015 stand er ohne Einsatz im Kader, am Ende konnte seine Mannschaft dann aber auch den Titel als Afrikameister gewinnen. Im weiteren Verlauf des Jahres 2015 wurde er in drei weiteren Freundschaftsspielen eingesetzt. Auch beim Afrika-Cup 2017 war er Teil des Kaders, erhielt aber erneut keinen Einsatz. Sein bislang letzter Einsatz war am 24. März 2018 in einem Freundschaftsspiel gegen Togo. Beim Afrika-Cup 2019 war er nicht mehr Teil des Kaders.